# 御所解
御所解（ごしょどき）は、和服の文様の一種。四季の草花を細かく密に表し、その間に御所車や扇、柴垣など『源氏物語』等の王朝文学や能に頻出する事物を配するのが特徴。「御所解文様」とも言われる。

## 語源
上記のように柄行きが平安時代の文学を思い浮かべさせるような物になっていたことから、明治時代以降に名付けられた物である。名前からよく誤解されるが公家の女性が着用していた着物の文様ではない（歴史にて詳述）。ところが、和服を解説した書籍や雑誌によっては、公家女性が着用した着物を「御所解」、武家女性が着用した着物（本来の「御所解」）を「江戸解」と説明しているため、未だに呼称は混乱している。（公家女性と武家女性の着物の差異については「小袖」の項目を参照。）

## 歴史
江戸時代後期に武家婦人の衣服制度が定まったときに、特に高位の御殿女中の着物の文様として好まれた物である。柄行きの選定には先述のように平安文学や能に関する素養が要求されたため、「武家女性の品格の高さを表す物」として特に好まれた物と思われる。当時は主な文様は刺繍、補助的に友禅等の染めで文様を表していたため、身分制度で刺繍技法の着物が着用できなかった庶民にはとても手の届く物ではなかった。この頃はこれら武家女性の好みの着物は「御屋敷風」といわれていた。
これらの着物の文様は、厳格に決まりがあったとはいえ、武家女性は教養の限りを尽くして文様の位置を微妙に変えたりなどの工夫をしていた。その柄行きから着物がどの物語を主題としているのを当てるのも教養の内だったからである。が、幕末になると完全に形式化してしまった。
明治維新で幕藩体制が崩壊すると、貧窮した武家階級からこれらの着物が質屋等を介して市中に出回るようになった。この時、これらの着物を見た庶民によって「御所解」という誤解の多い呼称が生まれたのである。
現在では格式の高さから振袖、留袖、訪問着などに使われることが多い。

## 補注
1. ↑  ちなみに公家女性好みの着物は「御所風」と呼ばれた。